# Tempfli József
Tempfli József (Csanálos, 1931. április 9. – Nagyvárad, 2016. május 25.) a nagyváradi római katolikus egyházmegye kiérdemesült magyar megyés püspöke.

## Pályafutása
1931. április 9-én született a Szatmár megyei Csanáloson. A nagyváradi Szent László Líceumban végezte tanulmányait, 1950 és 1956 között tanító-nevelő volt a szentjobbi iskolában, majd 1956 őszétől 1962-ig a gyulafehérvári Római Katolikus Teológiai Intézetben tanult. 1962. május 31-én szentelte pappá Márton Áron püspök. 1962-től a Bihar megyei Tenkén, 1979-től a Szatmár megyei Tasnádon, 1981-től és 1990-ben pedig Váradolasziban volt plébános. 1982. június 27-től szentjobbi apát címet kapott. 1989 előtt sokat küzdött a váradolaszi, megsemmisíteni rendelt temető híres magyar halottai földi maradványainak és síremlékeinek megmentéséért.

### Püspöki pályafutása
1990. március 14-én II. János Pál pápa kinevezte Nagyvárad 81. püspökévé, április 26-án szentelték püspökké a nagyváradi székesegyházban. Hivatásának megfelelően rendületlenül harcolt az egyháztól a kommunista időkben elkobzott ingatlanok visszaszerzéséért.
2008. december 23-án XVI. Benedek pápa elfogadva nyugdíjazási kérelmét, kinevezte utódául Böcskei Lászlót. A püspök egyházmegyéjének kormányzása idején, 19 év alatt 20 000 fiatalt bérmált meg, 46 papot szentelt, és három püspök szentelésén is társszentelőnek kérték fel.
Nagyváradon hunyt el, 2016. május 25-én. Böcskei László megyés püspök és Jakubinyi György gyulafehérvári érsek temette 30-án, a nagyváradi székesegyház kriptájában.

## Elismerések
Nagyvárad Helyi Tanácsának díszpolgári kitüntetése és Életmű-díj mellett,
- Magyar Örökség díj (1997)
- Bethlen Gábor-díj (1999)[5]
- Tőkés László-díj (2001)
- A Magyar Köztársasági Érdemrend nagykeresztje (2007)[6]
- Magyar Szabadságért díj (2009)